# Chapra
Chapra là một thành phố và khu đô thị của quận Saran thuộc bang Bihar, Ấn Độ.

## Địa lý
Chapra có vị trí 25°53′B 87°08′Đ / 25,88°B 87,13°Đ Nó có độ cao trung bình là 36 mét (118 foot).

## Nhân khẩu
Theo điều tra dân số năm 2001 của Ấn Độ, Chapra có dân số 178.835 người. Phái nam chiếm 54% tổng số dân và phái nữ chiếm 46%. Chapra có tỷ lệ 61% biết đọc biết viết, cao hơn tỷ lệ trung bình toàn quốc là 59,5%: tỷ lệ cho phái nam là 72%, và tỷ lệ cho phái nữ là 48%. Tại Chapra, 15% dân số nhỏ hơn 6 tuổi.